# Lycoriella brevicaudata
Lycoriella brevicaudata är en tvåvingeart som beskrevs av Yang och Zhang 1989. Lycoriella brevicaudata ingår i släktet Lycoriella och familjen sorgmyggor. Inga underarter finns listade i Catalogue of Life.